# Первое Мая (Гомельская область)
Первое Мая (бел. Першае Мая) (до 1938 года Погулянка) — деревня в Глыбовском сельсовете Речицкого района Гомельской области Белоруссии.

## География

### Расположение
В 20 км на северо-запад от районного центра и железнодорожной станции Речица (на линии Гомель — Калинковичи), 70 км от Гомеля.

### Гидрография
На реке Днеприк (приток реки Ведрич).

## Транспортная сеть
Транспортные связи по просёлочной, затем автомобильной дороге Светлогорск — Речица. Планировка состоит из короткой прямолинейной меридиональной улицы, застроенной двусторонне, неплотно деревянными усадьбами.

## История
Основана в начале XX века. Наиболее активная застройка приходится на 1920-е годы. В 1931 году организован колхоз, работала смоловарня. С 24 января 1939 года до 29 ноября 1962 года центр Первомайского сельсовета Василевичского, с 16 сентября 1959 года Речицкого районов Полесской, с 8 января 1954 года Гомельской областей. Во время Великой Отечественной войны в июле 1943 года оккупанты полностью сожгли деревню и убили 10 жителей. 5 жителей погибли на фронте. Согласно переписи 1959 года в составе совхоза «Подлесье» (центр — деревня Милоград).

## Население

### Численность
- 2004 год — 19 хозяйств, 31 житель.

### Динамика
- 1930 год — 34 двора, 185 жителей.
- 1940 год — 46 дворов, 243 жителя.
- 1959 год — 193 жителя (согласно переписи).
- 2004 год — 19 хозяйств, 31 житель.